# Donna con crisantemi
Donna con crisantemi è un dipinto del pittore francese Edgar Degas, realizzato nel 1865 e conservato al Metropolitan Museum of Art di New York.

## Descrizione

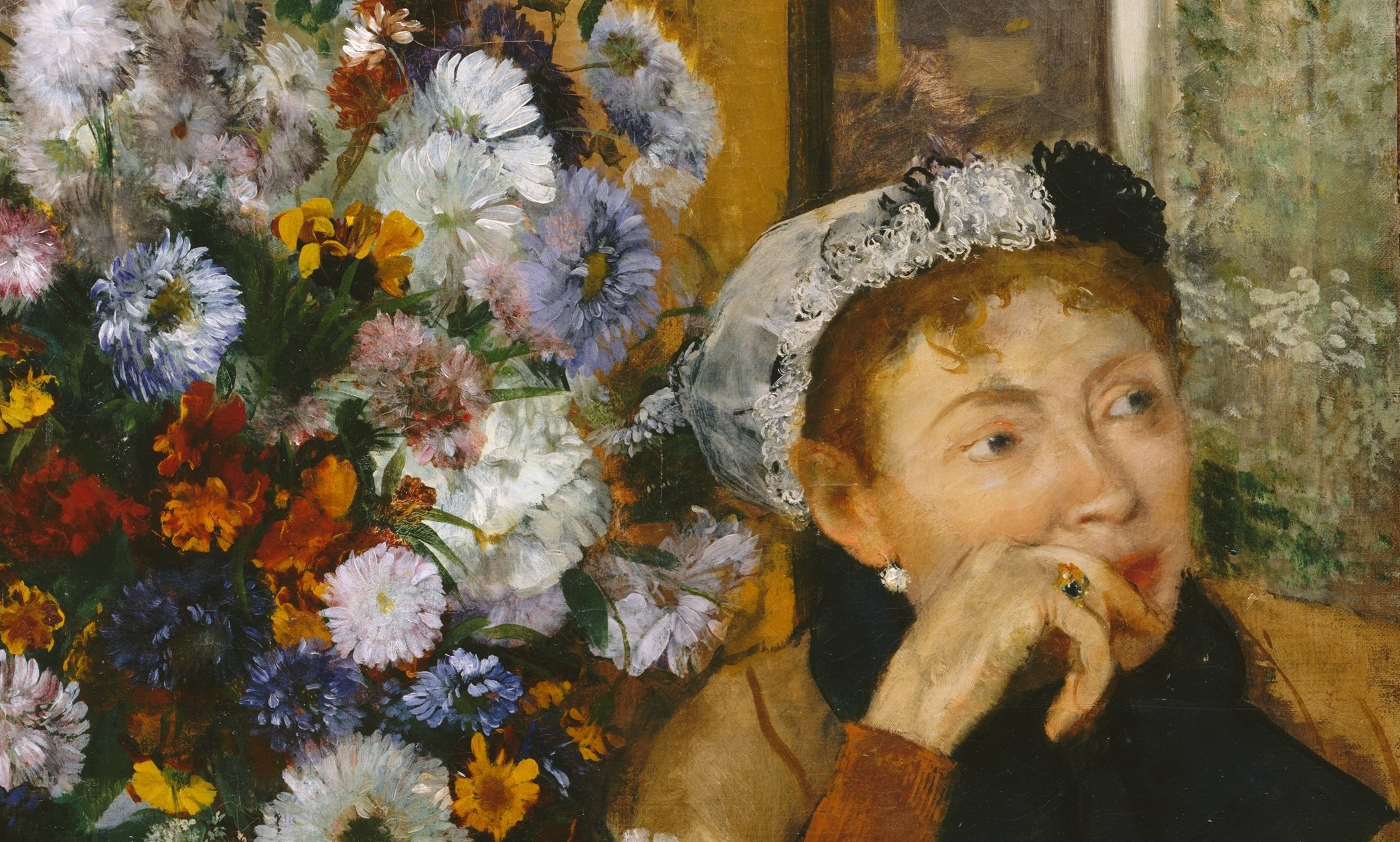
Donna con crisantemi, dettaglio

Per la fruizione della Donna con crisantemi risulta utile riportare il commento del filosofo austriaco Karl Popper, assai colpito dalla scelta di Degas di porre al centro della composizione il mazzo di fiori, esiliando in questo modo il soggetto principale ai margini del dipinto: «Donna con crisantemi è il risultato di una tecnica di composizione decentrata, vicina a quelli di certi fotografi».
Così come osservato dal Popper, infatti, nella Donna con crisantemi Degas elude quella particolare retorica della maniera accademica e attualizza la scena con un audace impianto compositivo. Al centro del dipinto, infatti, troneggia un vaso di crisantemi. Al soggetto principale del quadro, la baronessa Valpinçon (moglie del noto collezionista francese), viene invece delegata una posizione eccentrica, collocata all'estrema periferia del dipinto: si tratta di una scelta compositiva che disorienta non poco l'osservatore, abituato a contemplare dipinti che esaltano la centralità della figura umana. La marginalità dell'effigiata viene accentuata dal gesto che compie, con il quale si copre parzialmente il volto, e dalla sua distrazione: ella, infatti, ha un'aria sognante ed è chiusa nei suoi pensieri, e tra l'altro rivolge lo sguardo verso destra, come se volesse espandere in quella direzione lo spazio pittorico («sembra quasi» osserva la critica d'arte Alessandra Borgogelli «che voglia riconquistare quella centralità che l'autore le ha legato, confinandola coraggiosamente ai lati, [...] in secondo piano»). Per riportare il commento di un altro critico, stavolta Bernd Growe, «tutto è quotidiano, un attimo casuale di tranquillità colto tra due azioni».
Un brano di particolare preziosità pittorica è dato proprio dal variopinto vaso di crisantemi, il quale si dilata sensualmente sulla superficie pittorica, «scoppiando in una miriade di impalpabili petali» (a parlare è sempre la Borgogelli). Degas indaga questo brano di natura morta in maniera estremamente analitica, analizzando e rappresentando ogni dettaglio compiutamente in una fantasmagoria di ritocchi fino al limite delle possibilità tecniche. Il pittore, nonostante la laboriosità del procedimento, si divertiva molto a descrivere i crisantemi sin nei minimi dettagli. A testimoniarcelo è Paul Valéry: 
(Paul Valéry)